# Mohammad Reza Azadi
Mohammad Reza Azadi (en persa: محمدرضا آزادى; Naqadeh, 7 de diciembre de 1999) es un futbolista iraní que juega en la demarcación de delantero para el Esteghlal FC de la Iran Pro League.

## Selección nacional
Tras jugar en varias categorías inferiores de la selección, finalmente hizo su debut con la selección absoluta de Irán el 21 de marzo de 2024 en un encuentro de clasificación para la Copa Mundial de Fútbol de 2026 contra Turkmenistán que finalizó con un resultado de 5-0 a favor del combinado iraní tras los goles de Omid Noorafkan, Sardar Azmoun, Mohammad Mohebi y un doblete de Hossein Kanaani.

## Clubes
| Club                  | País   | Año       | Partidos | Goles |
| --------------------- | ------ | --------- | -------- | ----- |
| Tractor Sazi FC       | Irán   | 2017-2020 | 54       | 5     |
| Panetolikos FC        | Grecia | 2020-2021 | 13       | 0     |
| Esteghlal FC          | Irán   | 2021-2022 | 2        | 0     |
| Aluminium Arak FC     | Irán   | 2022-2023 | 43       | 11    |
| FC Nassaji Mazandaran | Irán   | 2023-2024 | 33       | 12    |
| Al Orooba Club        | EAU    | 2024-2025 | 15       | 3     |
| Esteghlal FC          | Irán   | 2025-     | 18       | 3     |